# Gualchos
Gualchos er en by og kommune i det sydøstlige Spanien i provinsen Granada. Den har et indbyggertal på 5.309 (2024) indbyggere.